# Relaciones Chile-Unión Europea
La República de Chile y la Unión Europea (UE) poseen un fuerte vínculo cultural, histórico y económico.  

## Historia
Chile desde el siglo XVI fue una colonia del Imperio español administrada bajo su Capitanía General hasta comienzos del siglo XIX, cuando inició su proceso de independencia. 
Durante las primeras décadas del Chile independiente y hasta comienzos del siglo XX, flujos masivos de inmigrantes europeos llegaron al país para establecerse principalmente en las ciudades portuarias como Valparaíso y Antofagasta, en su capital, Santiago, y en algunos casos para colonizar territorios escasamente habitados como el sur de Chile, entre ellos destacan los inmigrantes españoles, británicos, alemanes, franceses, italianos, croatas, griegos y suizos. Este fenómeno provocó que la composición étnica chilena en la actualidad tenga un predominante origen europeo. 
En 1967, la Comisión Europea estableció en Santiago de Chile su primera Delegación para América Latina. A su vez, Chile abrió su Misión ante la Unión Europea con sede en Bruselas, Bélgica. Asimismo, en 2013 la capital chilena fue la sede de la I Cumbre de la Comunidad de Estados Latinoamericanos y Caribeños y la Unión Europea (Celac-UE). 
La colonia chilena más numerosa residente en Europa se encuentra en Suecia, siendo además la tercera a nivel mundial y la mayor fuera del continente americano.

## Relaciones económicas
La Unión Europea como bloque económico regional es el tercer socio comercial de Chile, luego de China y Estados Unidos, siendo Alemania el principal socio que es país miembro de la comunidad europea.
Las relaciones comerciales bilaterales entre Chile y la Unión Europa se rigen principalmente por el Acuerdo de Asociación Económica (AAE) suscrito el 8 de noviembre de 2002 y que entró en vigencia el 1 de febrero de 2003. Respecto al intercambio comercial entre ambas partes, en 2023, este ascendió a los 18 517 millones de dólares estadounidenses. Los principales productos exportados por Chile a la Unión Europea fueron cobre, yodo y molibdeno, mientras que el bloque europeo mayoritariamente exporta al país sudamericano medicamentos antifúngicos, grupos electrógenos de energía eólica y automóviles.

## Cultura
Desde 1998 que la Delegación de la Unión Europea en Chile organiza el Festival de Cine Europeo en Chile, junto a la colaboración de las embajadas de los países de origen de las películas participantes y del Ministerio de las Culturas, las Artes y el Patrimonio chileno.

## Relaciones diplomáticas
- Chile abrió una Misión ante la Unión Europea en Bruselas, Bélgica.
- La Unión Europea mantiene una Delegación en Santiago de Chile.[6]

## Relaciones bilaterales de Chile con los Estados miembros de la UE
Chile mantiene relaciones diplomáticas con los 27 Estados miembros de la Unión Europea:
| - Relaciones Alemania-Chile - Relaciones Austria-Chile - Relaciones Bélgica-Chile - Relaciones Bulgaria-Chile - Relaciones Chile-Chipre - Relaciones Chile-Croacia - Relaciones Chile-Dinamarca - Relaciones Chile-Eslovaquia - Relaciones Chile-Eslovenia - Relaciones Chile-España - Relaciones Chile-Estonia - Relaciones Chile-Finlandia - Relaciones Chile-Francia - Relaciones Chile-Grecia | - Relaciones Chile-Hungría - Relaciones Chile-Irlanda - Relaciones Chile-Italia - Relaciones Chile-Letonia - Relaciones Chile-Lituania - Relaciones Chile-Luxemburgo - Relaciones Chile-Malta - Relaciones Chile-Países Bajos - Relaciones Chile-Polonia - Relaciones Chile-Portugal - Relaciones Chile-República Checa - Relaciones Chile-Rumania - Relaciones Chile-Suecia |